# The Atlantic Years
The Atlantic Years è una raccolta del gruppo musicale britannico Emerson, Lake & Palmer, pubblicata dalla Atlantic nel 1992.

## L'album

### Descrizione
La raccolta, che è la seconda, è costituita da 2 CD. Contiene brani apparsi negli album Emerson, Lake & Palmer 1, Tarkus, Pictures at an Exhibition (dal vivo), Trilogy, Brain Salad Surgery, Works Volume 1, Works Volume 2 e Love Beach, più la prima versione a 45 giri di I Believe in Father Christmas.

### Tracce
Disco A
1. Knife-Edge – 5:04 (testo: Greg Lake, Dick Fraser – musica: dal 1º movimento della Sinfonietta (Janáček) e dall'allemanda della Suite Francese n. 1 in re minore BWV 812 (Bach)[2])
2. Take a Pebble – 12:32 (Greg Lake)
3. Lucky Man – 4:37 (Greg Lake)
4. Tank[3] – 6:47 (musica: Keith Emerson, Carl Palmer)
5. Tarkus – 20:39 (testo: Greg Lake – musica: Keith Emerson (tranne 5f), Greg Lake (5f))
6. Excerpts from "Pictures at an Exhibition" – 14:03 (musica: Modest Musorgskij, tranne dove indicato)
7. The Endless Enigma (Part 1) – 6:41 (testo: Greg Lake – musica: Keith Emerson)
8. Fugue[3] – 1:54 (musica: Keith Emerson)
9. The Endless Enigma (Part 2) – 2:00 (testo: Greg Lake – musica: Keith Emerson)

Durata totale: 74:17
Disco B
1. From the Beginning – 4:14 (Greg Lake)
2. Karn Evil 9 – 29:37 (testo: Peter Sinfield, Greg Lake – musica: Keith Emerson)
3. Jerusalem – 2:44 (testo: dalla poesia And did those feet in ancient time di William Blake (1804) – musica: Hubert Parry (1916))
4. Still... You Turn Me On – 2:54 (Greg Lake)
5. Toccata[3] – 7:19 (musica: dal 4º movimento del Concerto per pianoforte e orchestra n. 1 di Alberto Ginastera)
6. Fanfare for the Common Man[3] (modifica speciale) – 5:40 (musica: dall'omonima opera di Aaron Copland)
7. The Pirates – 13:17 (testo: Greg Lake, Peter Sinfield – musica: Keith Emerson)
8. I Believe in Father Christmas (Greg Lake da solista) – 3:32 (testo: Peter Sinfield – musica: Greg Lake, Sergej Prokof'ev[4][2])
9. Honky Tonk Train Blues[5][3] (Keith Emerson da solista) – 3:11 (musica: Meade Lux Lewis)
10. Canario[3] (dalla Fantasia para un gentilhombre) – 3:57 (musica: Joaquín Rodrigo)

Durata totale: 76:25

## Formazione
- Keith Emerson – tastiere
- Greg Lake – basso, chitarre, voce
- Carl Palmer – batteria